# Ve législature de la république démocratique de Sao Tomé-et-Principe

Composition de l'Assemblée nationale au 16 novembre 1994 :

La Ve législature de la république démocratique de Sao Tomé-et-Principe est un cycle parlementaire qui s'ouvre le 16 novembre 1994 pour s'achever le 2 janvier 1999, à la suite des élections législatives de 1994.
Le Mouvement pour la libération de Sao Tomé-et-Principe – Parti social-démocrate détient la majorité à l'Assemblée nationale, dont Francisco Fortunato Pires est le président.

## Liste de députés
| Élu                       | Parti | Parti     |
| ------------------------- | ----- | --------- |
| Manuel José da C.         |       |           |
| Raúl Cardoso              |       |           |
| Honório de Ceita          |       |           |
| Ostílio Cosme             |       |           |
| Gabriel Costa             |       |           |
| Francisco Fortunato Pires |       | MLSTP-PSD |
| António Leite             |       |           |
| Edgar Neves               |       |           |
| Alberto Pinto             |       |           |
| Alcino Pinto              |       |           |
| Firmino João Raposo       |       |           |
| Henriques Silva           |       |           |
| Francisco da Silva        |       | PCD-GR    |

## Composition du bureau
- Président : Francisco Fortunato Pires